# BRILLIANT PICTURES
『BRILLIANT PICTURES』（ブリリアント・ピクチャーズ）は、横関敦のアルバム。

## 内容
プロデューサーにアルバムタイトル曲の作曲を担当した日向大介を迎えた。テイチクエンタテインメントからリリースした唯一のアルバム。

## 収録曲
1. BRILLIANT PICTURES
2. FINAL WINTER
3. SAILING
4. HIGH AND STONE
5. MOTHER NILE
6. RISKY
7. BACKYARD
8. TRAVELING DOWN

作曲・編曲：日向大介(#1)、横関敦(#2 - 8)

## 参加ミュージシャン
- 横関敦 - ギター
  - 関雅夫 - ベース
  - 小森啓資 - ドラム
  - 日向大介 - キーボード